# Dubënskij rajon
Il Dubënskij rajon (in russo Дубёнский район?) è un municipal'nyj rajon della Repubblica Autonoma di Mordovia, nella Russia europea.